# ادج‌واتر-پایسانو، تگزاس
ادج‌واتر-پایسانو (به انگلیسی: Edgewater-Paisano) یک منطقهٔ مسکونی در ایالات متحده آمریکا است که در شهرستان سن پاتریسیو، تگزاس واقع شده‌است. ادج‌واتر-پایسانو ۰٫۷ کیلومتر مربع مساحت و ۱۸۲ نفر جمعیت دارد و ۳۹ متر بالاتر از سطح دریا واقع شده‌است.